# Melanšek
Melanšek je priimek več znanih Slovencev:

## Znani nosilci priimka
- Iztok Melanšek, glasbenik (skupina Tabu)
- Iztok Melanšek, kolesar
- Janez Melanšek, poveljnik civilne zaščite za zahodno Štajersko
- Janko Melanšek, slikar amater
- Jože Melanšek (*1932), planinec
- Jože Melanšek, podjetnik
- Mladen Melanšek (*1963), ilustrator
- Petra Melanšek, menedžerka, družinska podjetnica
- Tadeja Melanšek, FF UM